# Formatie van Chokier
De Formatie van Chokier is een geologische formatie in de ondergrond van België, afkomstig uit het Carboon. De formatie is onderdeel van de Belgische Steenkoolgroep, maar bevat nauwelijks steenkool. Het is een opeenvolging van zwart tot paarse, afwisselend kalkrijke en pyrietrijke schalie. In sommige lagen is deze schalie gesilificeerd tot vuursteen. Deze gesilificeerde schalie is door geologen in het verleden "ampeliet" genoemd.

## Voorkomen
De Formatie van Chokier is aanwezig in de diepere ondergrond van het Kempens Bekken in het noordoosten van België (provincies Limburg en het noorden van Luik. De formatie dagzoomt in de synclinoria van Namen en Dinant. Het Carboon is in deze gebieden sterk geplooid en de Steenkoolgroep is er altijd in de kern van de synclines te vinden. In het gebied ten oosten van Luik (synclinorium van Verviers) is de Steenkoolgroep niet goed in individuele formaties in te delen. De zwarte schalie is er wel ook te herkennen.
De formatie is op de meeste plekken 20 tot 40 meter dik, maar in het synclinorium van Namen loopt de dikte naar het westen toe op tot 200 meter. In het noordoosten van het Kempens Bekken neemt de dikte ook toe. Verder naar het noordoosten, in Nederland, worden dezelfde lagen tot de Formatie van Epen gerekend.

## Stratigrafie
De Formatie van Chokier vormt de basis van de Steenkoolgroep. De ouderdom is ongeveer 320 miljoen jaar, onder in het Namuriaan ("Namuriaan A"), ongeveer in de subetages Arnsbergiaan en Chokeriaan.
Ondanks de secundaire silificering zijn de originele structuren en fossielen in het gesteente goed bewaard gebleven. Op veel plekken zijn in de formatie brachiopoden, crinoïden en goniatieten te vinden.
De formatie ligt bovenop de kalksteen van het Dinantiaan (onder andere de Groep van de Hoyoux, Formatie van Viesville, en Formatie van Souvré). Deze duidelijk herkenbare overgang tussen twee verschillende soorten gesteente wordt gekenmerkt door een erosievlak met karstverschijnselen in de top van het Dinantiaan.
Boven op de Formatie van Chokier ligt de Formatie van Andenne, eveneens onderdeel van de Steenkoolgroep.
Lokaal worden aan de basis van de Formatie van Chokier twee leden onderscheiden:
- het Lid van Tramaka komt alleen voor in het gebied tussen Namen en Hoei in de noordelijke flank van het synclinorium van Namen. Het bestaat uit fijngelaagde kalksteen met fossielen van crinoïden.
- het Lid van Bois-et-Borsu komt voor in het oosten van het synclinorium van Dinant en het Venster van Theux. Het is het laterale equivalent van de Formatie van Chokier en bestaat uit zwarte, pyrietrijke schalie afgewisseld met zandsteen met fossiele plantenwortels. Op drie niveaus komt steenkool voor: deze lagen kunnen tot 70 cm dik zijn.